# Paratyndaris tucsoni
Paratyndaris tucsoni är en skalbaggsart som beskrevs av Knull 1938. Paratyndaris tucsoni ingår i släktet Paratyndaris och familjen praktbaggar. Inga underarter finns listade i Catalogue of Life.